# Ernst Hannawald
Ernst Hannawald (* 20. Oktober 1959 in Stephanskirchen-Haidholzen) ist ein deutscher Schauspieler und Autor.

## Leben
Ernst Hannawald wurde im Alter von 17 Jahren von Wolfgang Petersen für dessen Film Die Konsequenz entdeckt. Das homosexuelle Liebesdrama sorgte 1977 für einen Skandal, weil der Bayerische Rundfunk die Ausstrahlung während der Sendung abschaltete. Hannawald spielte weiter vorwiegend in sozialkritischen Filmen. Nach seiner zweiten Hauptrolle in Die Faust in der Tasche erhielt er unter der Regie von Luigi Comencini eine kleinere Rolle im Film Stau.
Bundesweit bekannt wurde Ernst Hannawald durch die Serie Zeit genug mit Toni Berger. In den Serien Irgendwie und Sowieso und Zur Freiheit von Franz Xaver Bogner spielte er ebenfalls mit.
1986 verursachte Hannawald einen Autounfall auf der Münchner Leopoldstraße, bei dem seine damalige Verlobte Lucie und zwei Freunde ums Leben kamen. Er selbst wurde bei dem Unfall schwer verletzt und lag im Koma. Ein Gericht gab ihm später eine Teilschuld, da er über eine durchgezogene Linie die Fahrrichtung wechselte, dem Unfallgegner, der mit stark überhöhter Geschwindigkeit im alkoholisierten Zustand eine rote Ampel ignorierte und damit in sein Auto fuhr, die Hauptschuld.
Zur Finanzierung seiner Drogensucht, die Hannawald als Folge des Autounfalles einschätzt, überfiel er 1998 eine Bank und eine Postfiliale. Dafür wurde er zu fünf Jahren Freiheitsstrafe verurteilt. Im August 2000 wurde er wegen guter Führung vorzeitig entlassen. In seiner Haftzeit schrieb er sein autobiographisches Buch Das Leben ist kein Film. Nach der Gefängnisstrafe hatte er mehrere Gastauftritte in Fernsehserien.
2007 spielte er, neben Manuel Cortez und Julia Heinze, eine Hauptrolle in dem Kinofilm Das sardonische Lächeln (Kamera: Rodger Hinrichs, Buch und Regie: Tilo Koch). Unter der Regie von Ed Herzog spielte er im Herbst 2013, an der Seite von Sebastian Bezzel und Simon Schwarz, eine Hauptrolle in der Kriminalkomödie Dampfnudelblues. Danach wirkte Hannawald in einer Folge der Krimiserie München 7 (2015) mit, erneut mit Franz Xaver Bogner als Regisseur.

## Filmografie (Auswahl)

### Film
- 1977: Die Konsequenz
- 1978: Stau (L’ingorgo – una storia impossibile)
- 1978: Die Faust in der Tasche
- 1979: Die letzten Jahre der Kindheit
- 2007: Das sardonische Lächeln[3]
- 2013: Dampfnudelblues

### Fernsehen
- 1982: Zeit genug (Sechsteiler)
- 1986: Tatort: Riedmüller, Vorname Sigi
- 1986: Irgendwie und Sowieso
- 1987: Zur Freiheit
- 1989: Derrick Folge: „Die Stimme des Mörders“
- 1990: Der Fahnder[4]
- 1994: Der Alte – Folge 198: „Am Abgrund“
- 1997: Mali (Zweiteiler)
- 1997: Der Alte – Folge 228: Ein ehrenwerter Mann
- 1997: Sophie – Schlauer als die Polizei
- 2002: Die Rosenheim-Cops – Hopfen und Malz
- 2005: Die Rosenheim-Cops – Freier Fall
- 2020: München Mord: Ausnahmezustand
- Gastauftritte in Löwengrube, Café Meineid, München 7, Tatort, Derrick, Siska, Der Alte, SOKO 5113, Der Kaiser von Schexing und Die Rosenheim-Cops

## Veröffentlichungen
- Das Leben ist kein Film. Giger Verlag, Altendorf 2002, ISBN 978-3-9521952-5-3.
- Von der Sehnsucht nach Frieden und Liebe. Giger Verlag, Altendorf 2018, ISBN 978-3-906872-66-7.

## Dokumentation
- Lebenslinien: Ernst Hannawald – Krasser als jeder Film, Buch und Regie: Stefan Panzner, 44 Minuten, Erstausstrahlung: 22. März 2021 (BR Fernsehen).[5]